# АСО Шлеф
АСО Шлеф (на френски: ASO Chlef, Association Sportive Olympique de Chlef, на арабски: جمعية أولمبي الشلف) е футболен отбор от град Шлеф от Алжирското първенство. Основан е през 1947 г. През сезон 2006 – 2007 г. завършва на 5-а позиция.

## Отличия
- Алжирска купа: 1
- 2005

## Текущ състав
- 1.  Вратар Тофик Мойет
- ?.  Вратар Лазраг Бенфиса
- 13.  Защитник Када Кечамли
- 19.  Защитник Ел Гали Белахуел
- 20.  Защитник Фарид Чаклам
- 30.  Защитник Самир Зауи
- 3.  Защитник Абделкадер Хадри
- 23.  Защитник Када Ел Хаджари
- 17.  Защитник Фарес Бенабдерхамане
- 26.  Защитник Шериф Илес Зиане
- 12.  Защитник Абдерезак Фераун
- ?.  Защитник Абделкарим Джелул
- ?.  Защитник Мохамед Ахмед Фар
- ?.  Полузащитник Мохамед Зауче
- 6.  Полузащитник Сид-Али Абу
- 9.  Полузащитник Ноум Коне
- ?.  Полузащитник Калед Тамура
- 22.  Полузащитник Мохамед Бадни
- 5.  Полузащитник Абес Мохамед Аизауй
- 24.  Полузащитник Хамза Абед Мераием
- ?.  Полузащитник Кейредине Селама
- ?.  Полузащитник Белкацем Ниати
- ?.  Полузащитник Абед Сенучи
- 27.  Нападател Алсане Исофу
- ?.  Нападател Емануел Огочукве
- 7.  Нападател Сабри Габри
- 29.  Нападател Ясине Букари
- 2.  Нападател Ларби Хилал Судани

## Уеб-сайтове
- Официален сайт (Френски) Архив на оригинала от 2007-10-12 в Wayback Machine.
- Фен-сайт